# Gasape
 (janvier 2022).
Gasape est un service de médias sociaux et de réseaux sociaux en ligne burundais fondé par deux ingénieurs burundais Chris Brandon et Perry Saxe Gateka, originaire de la province de Gitega et fondateur d'une station de radio locale Humuriza FM,. Il a été lancé dans la capitale économique du pays Bujumbura,. Les utilisateurs publient et interagissent avec les messages. Les utilisateurs enregistrés peuvent publier, aimer et commenter les publications, mais les utilisateurs non enregistrés ne peuvent que les lire. Les utilisateurs accèdent à Gasape via l'interface de son site Web ou son logiciel d'application pour appareil mobile (« application »).
Gasape est accessible à partir d'appareils dotés d'une connexion Internet, tels que des ordinateurs personnels, des tablettes et des smartphones. Après s'être inscrits, les utilisateurs peuvent créer un profil révélant des informations sur eux-mêmes. Ils peuvent publier du texte, des photos et du multimédia qui sont partagés avec d'autres utilisateurs ayant accepté d'être leur « ami », ou, avec un autre paramètre de confidentialité, avec n'importe quel lecteur. Les utilisateurs peuvent également jouer à des jeux, rejoindre des groupes d'intérêt commun, acheter et vendre des articles ou des services sur Marketplace et recevoir des notifications sur les activités de leurs amis Gasape et les activités des pages Gasape qu'ils suivent ou aiment,.

## Histoire
Gasape a été lancé à Bujumbura, la capitale économique du Burundi, le 4 mars 2021 par son fondateur initial Perry Saxe Gateka,,. Le 28 Septembre, lors de la première conférence e l'Assemblée Général des développeurs issue des Pays des Grands Lacs à Gitega, Gasape a annoncé le lancement de la plate-forme de développement Gasape, fournissant un cadre aux développeurs de logiciels pour créer des applications qui interagissent avec les fonctionnalités de base de Gasape via l'interface de programmation d'applications,.

## Site web
Après avoir créé un compte gratuit, les utilisateurs de Gasape peuvent personnaliser leur page de profil, sur laquelle ils peuvent publier une biographie sur eux-mêmes et leurs intérêts, publier des mises à jour de statut, télécharger des photos et envoyer et recevoir des messages. Il existe également une option pour mettre à niveau l'adhésion moyennant des frais mensuels ou annuels, ce qui permet aux utilisateurs de voir quels autres utilisateurs ont récemment consulté leur profil, entre autres fonctionnalités supplémentaires telles que l'augmentation des publications pour atteindre un large public et obtenir un badge de vérification. . Ils peuvent également trier les vidéos par les plus vues, les mieux notées et les plus appréciées, et envoyer des cadeaux virtuels à leurs amis.

## Versions mobile

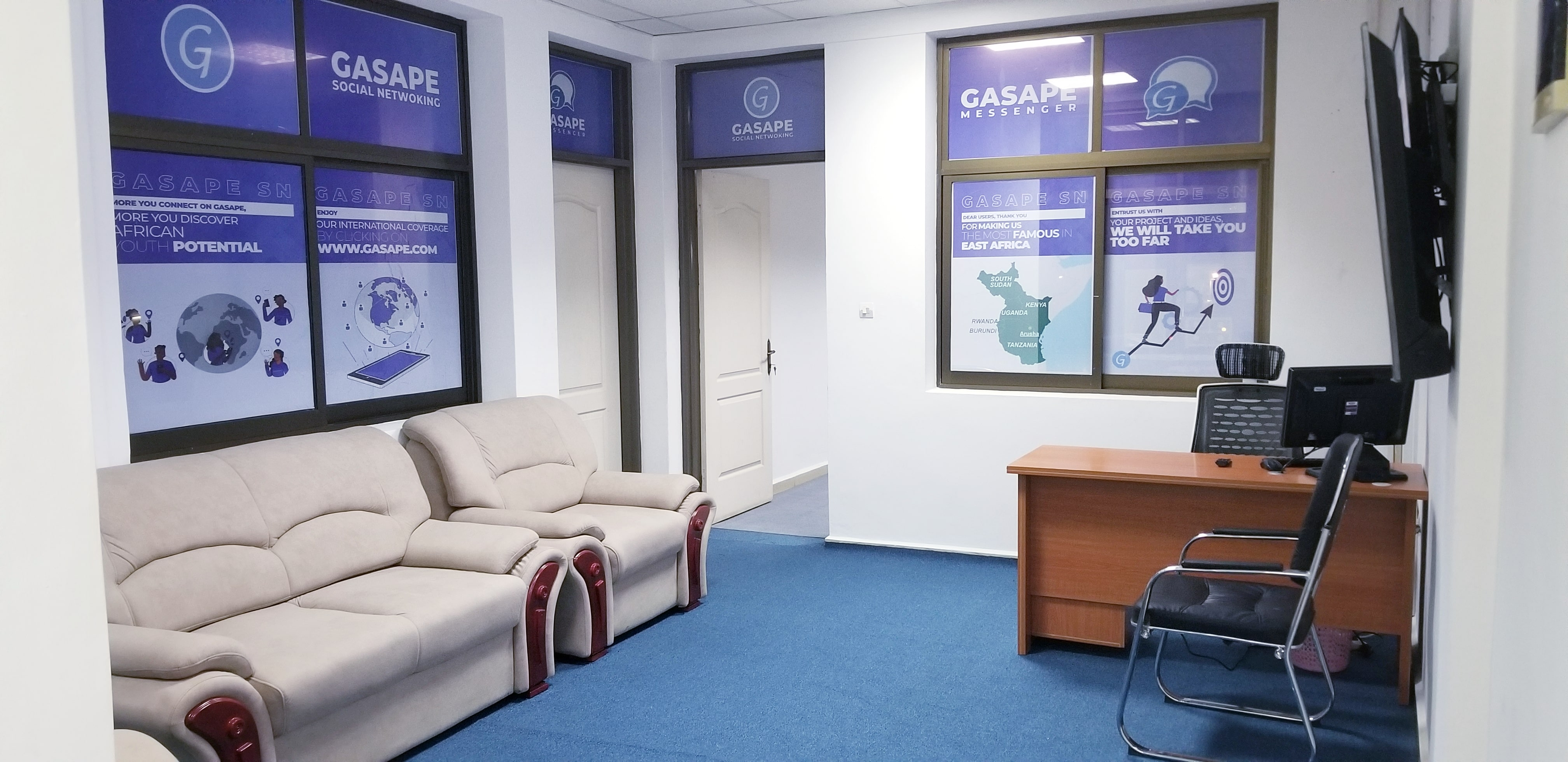
L'intérieur du siège de Gasape à Bujumbura

Gasape a développé une version mobile de son site en avril 2021, rendant Gasape plus utilisable par les smartphones avec un navigateur Web mobile. Cette version permet aux utilisateurs de publier, de commenter, de partager, d'envoyer et de recevoir des demandes d'amis, de jouer à des jeux et d'envoyer des messages. Cette version mobile propose également un chat en temps réel basé sur la localisation pour les utilisateurs

### Android
Gasape a commencé à proposer une application Android à partir du 5 mars 2021, qui a été téléchargée plus de 7000 fois au cours de sa première semaine. Gasape a ajouté la possibilité d'actualiser les données en utilisant le geste « tirer vers le bas » et de charger plus de données en utilisant le geste « tirer vers le haut ».

### Messenger
Gasape Messenger est un service de messagerie instantanée connecté au compte Gasape d'un utilisateur et les messages sont automatiquement synchronisés sur toutes les plateformes du client. Il permet aux utilisateurs d'envoyer des messages texte et des messages vocaux, de passer des appels vocaux et vidéo et de partager des images, des documents, des emplacements d'utilisateurs et d'autres contenus.
En complément des conversations régulières, Gasape Messenger permet aux utilisateurs de passer des appels individuels et de groupe, vocaux et vidéo. Son application Android contient des « Chat Heads », qui sont des icônes de photo de profil rondes apparaissant à l'écran quelle que soit l'application ouverte, les conversations sont cryptées de bout en bout et disposent d'une fonctionnalité qui permet aux utilisateurs de partager des photos et des vidéos dans un format d'histoire. avec tous leurs amis, le contenu disparaissant après 24 heures. L'application cliente de Gasape Messenger s'exécute sur des appareils mobiles utilisant le système d'exploitation Android.